# Zaljev Spencer
Zaljev Spencer je zaljev na južnoj obali Australije, u australskoj državi Južna Australija. Zaljev je dug 322 km, njegova zapadna obala je poluotok Eyre, a a istočna poluotok York, koji ga ujedno i dijeli od mnogom manjega zaljeva St. Vincent. Dva najveća grada na obali su Whyalla i Port Augusta, među manjim gradovima na obali su i Wallaroo i Port Broughton. Zaljev je, 1802.g. Matthew Flinders, nazvao prema engleskom plemiću George John Spenceru.

## Vanjske poveznice
|  | Zajednički poslužitelj ima još gradiva o temi Zaljev Spencer |